# 馬約雷 (烏克蘭)
46°32′20″N 30°16′53″E / 46.53889°N 30.28139°E
馬約里（羅馬化：Maiory）是位於烏克蘭西南部敖德萨州敖德萨区比利亞伊夫卡市鎮的村莊。該村始建於1963年，面積1.17平方公里，海拔高度101米，2001年該城鎮人口1,414，人口密度每平方公里1,208.55人。